# No Man's Land (film 2001)
No Man's Land (Ničija zemlja) è un film del 2001 diretto da Danis Tanović. Si tratta di una pellicola ambientata nel 1993 durante la guerra serbo-bosniaca.
Al suo debutto, il bosniaco Tanović raccolse consensi in tutto il mondo, ricevendo svariati premi nei festival cinematografici in cui il film fu presentato (il premio per la miglior sceneggiatura al 54º Festival di Cannes, il premio del pubblico all'International Film Festival Rotterdam e al Festival internazionale del cinema di San Sebastián), e riuscendo a raggiungere un successo internazionale culminato nell'Oscar per il miglior film straniero e nel Golden Globe per il miglior film straniero.

## Trama
Ciki, un miliziano bosniaco sopravvissuto al massacro della sua pattuglia dopo che questa nel corso della notte si era persa ed avvicinata alla trincea serba, trova rifugio in una trincea deserta, a metà strada fra il fronte serbo e quello bosniaco. Due soldati serbi giungono in ricognizione: Ciki uccide l'ufficiale e risparmia Nino, soldato inesperto. Comincia una lotta fatta di accuse reciproche e di piccoli scontri, che vedono alternare i due nel ruolo di vittima e aggressore. Nella trincea c'è un altro soldato bosniaco, Tzera (Cera), da tutti creduto morto: è sdraiato su una mina balzante, difatti, l'ufficiale, l'aveva messo al di sopra di una mina, per fare da trappola agli alleati venuti per prendere i corpi, un qualsiasi suo movimento farebbe saltare in aria lui e i compagni.
Poiché la trincea non si trova né in territorio serbo, né in quello bosniaco (è la “terra di nessuno” del titolo) intervengono le truppe ONU. La situazione non si sblocca e il sergente Marchand, esasperato dall'indifferenza dei suoi superiori, coinvolge i media perché la notizia abbia risalto. Nino e Ciki vengono allontanati per questioni di sicurezza, ma in un ulteriore litigio, Ciki uccide il serbo davanti alle telecamere e viene ucciso a sua volta da un soldato ONU. Per Tzera non c'è più niente da fare, l'artificiere, una volta scoperto il tipo di mina, capisce che non si può disinnescare. Con l'inganno, viene fatto credere che la mina è stata disinnescata e l'uomo portato in ospedale, così si allontanano tutti e l'uomo rimane solo, immobile, sdraiato sulla mina.

## Accoglienza
Incassi
A fronte di un budget di 2.000.000$, il film ha incassato nelle sale di tutto il mondo quasi 5.000.000$.
Critica
Da parte degli aggregatori di recensioni, il film detiene su IMDB una valutazione di 7,9/10 basato su circa 45.000 recensioni, su Rotten Tomatoes 93/100 sia da parte della critica professionale (98 recensioni) che dal pubblico (più di 10.000) e su Metacritic 84/100 da parte di 29 critiche professionali e 7,9/10 da parte di 41 valutazioni del pubblico.

## Riconoscimenti
- Premi Oscar 2002
  - Miglior film straniero
- Golden Globe 2002
  - Miglior film straniero
- Festival di Cannes 2001
  - Premio per la miglior sceneggiatura
- Premi César 2002
  - Migliore opera prima
- 2001 - Premio André Cavens
- European Film Awards 2001
  - Miglior sceneggiatura
- Nastri d'argento 2002
  - Miglior montaggio